# مکسیم لیسووی
مکسیم لیسووی (اوکراینی: Максим Олексійович Лісовий؛ زادهٔ ۲۱ مهٔ ۱۹۸۵) بازیکن فوتبال اهل اوکراین است.
از باشگاه‌هایی که در آن بازی کرده‌است می‌توان به باشگاه فوتبال دینامو مینسک، باشگاه فوتبال بلشیتا بابرویسک، باشگاه فوتبال زوریا لوهانسک، و باشگاه فوتبال گومل اشاره کرد.